# Andrew Overtoom
Andrew Overtoom (New Jersey) is een Amerikaanse animatieregisseur van de Nickelodeon-serie SpongeBob SquarePants. Hij schreef, regisseerde en filmde ook de serie My Life with Morrissey, een onafhankelijke film over een geobserdeerde fan die haar favoriete rockster ontmoet.
Overtoom is geboren en getogen in New Jersey, waar al op jonge leeftijd films maakte. Hij raakte geïnteresseerd in camera's en fotografie en toen hij 12 jaar was bouwde hij een donkere kamer om de foto's die hij gemaakt had te ontwikkelen.
Hij leerde zichzelf gitaarspelen en muziek schrijven. Begin jaren 90 begon hij liedjes te schrijven voor zijn eigen rockband Woodpecker, waarvoor hij ook enkele videoclips regisseerde. De band kreeg meer populariteit toen hun clips op MTV verschenen.
In 1996 verhuisde hij naar Canada om daar op de Vancouver Film School de studie Classical Animation te volgen. Daarna schreef hij een film van drie minuten, getiteld "No Parachute", over de geschiedenis van het vliegen.
De producer van de Nickelodeon-serie De Boze Bevers, Mike Girard, huurde Overtoom in om voor deze serie te gaan produceren. In 1999 werd hij ingehuurd als animatieregisseur voor de serie SpongeBob SquarePants.
Hij werkte ook als animatieregisseur voor The SpongeBob SquarePants Movie. Dit deed hij eerder al voor de serie Family Guy, en The Mighty B! van Nickelodeon. My Life with Morrissey was Overtooms tweede script; zijn eerste was van een komedie getiteld Marvin Schlomo's Hollywood Neighborhood.
Overtooms laatste project is een 3D-geanimeerde televisiepilot die hij geschreven, geregisseerd en geproduceerd heeft.
- Biblioteca Nacional de España: XX4908609
- MusicBrainz: fc00e846-7599-42ad-87b4-7ea4a467f8fc
- Virtual International Authority File: 107573598